# Municipio de Lake Stay
El municipio de Lake Stay (en inglés: Lake Stay Township) es un municipio ubicado en el condado de Lincoln en el estado estadounidense de Minnesota. En el año 2010 tenía una población de 156 habitantes y una densidad poblacional de 1,69 personas por km².

## Geografía
El municipio de Lake Stay se encuentra ubicado en las coordenadas 44°25′21″N 96°7′49″O / 44.42250, -96.13028. Según la Oficina del Censo de los Estados Unidos, el municipio tiene una superficie total de 92.25 km², de la cual 90,62 km² corresponden a tierra firme y (1,77 %) 1,63 km² es agua.

## Demografía
Según el censo de 2010, había 156 personas residiendo en el municipio de Lake Stay. La densidad de población era de 1,69 hab./km². De los 156 habitantes, el municipio de Lake Stay estaba compuesto por el 100 % blancos. Del total de la población el 0 % eran hispanos o latinos de cualquier raza.